# Bishop Auckland
Bishop Auckland är en stad och civil parish i grevskapet Durham i nordöstra England. Staden ligger i kommunen Durham, cirka 14 kilometer sydväst om Durham och cirka 17 kilometer nordväst om Darlington. Tätortsdelen (built-up area sub division) Bishop Auckland hade 24 908 invånare vid folkräkningen år 2011.